# Служебно положение ординарец
„Служебно положение ординарец“ е български телевизионен игрален филм (драма) от 1978 година, по сценарий и режисура на Киран Коларов. Оператор е Радослав Спасов. Създаден е по идея от разказа „Вестовой Димо“ на Георги Стаматов. Музиката във филма е композирана от Кирил Дончев. Художник на постановката е Иван Апостолов, а художник на костюмите – Владислав Шмидт.
Филмът е произведен от Студия за игрални филми по поръчка на Българска телевизия.

## Сюжет
Това е филм за богатата и чиста душа на един войник, за добротата, предаността, а така също и за неразбирането, надменността на измисления свят на претенциозната псевдобуржоазна класа. Тъжен, изключително човешки филм, с трагичен край.

## Актьорски състав
- Елефтери Елефтеров (като Елефтерий Елефтеров) – ординарецът
- Цветана Манева – Царицата
- Петър Деспотов – поручикът
- Вълчо Камарашев – майор Мирчев
- Владимир Давчев – генералът
- Ваня Цветкова
- Никола Тупарев
- Детелина Лазарова
- Весела Златева
- Борислава Кузманова
- Джули Теофанова
- Цвета Миланова
- Нина Станимирова
- Николай Хаджиминев
- Максим Генчев
- Симеон Алексиев
- Тодор Генов
- Христо Ламбов
- Кольо Пехливанов
- Румен Димитров

и други

## Награди
- ГОЛЯМАТА НАГРАДА „ЮЖНА ПРОЛЕТ“, (Хасково, 1979).
- ГОЛЯМАТА НАГРАДЗА „ЗЛАТЕН КЛАС“, (Валядолид, Испания, 1980).